# Cane da traccia
Il cane da traccia partecipa all'attività di recupero di animali feriti o morti dopo essere fuggiti, sia in ambito venatorio, quindi per quanto riguarda gli ungulati, sia in ambiti incidentali, ad esempio per gli investimenti automobilistici di ovini, bovini e caprini. Attraverso il fiuto il cane segue le tracce ematiche perse dall'animale selvatico sul terreno: le tracce sono necessarie per il recupero dell'animale fuggito, che verrebbe altrimenti perso dal cane da seguita. Il cane da traccia lavora su tutti i terreni e climi: solo in caso di neve alta è difficile che riesca a lavorare. Il cane da traccia si distingue dagli altri tipi di cani da caccia perché opera solo dopo lo sparo, a distanza di alcune ore fino a 48 ore, e per la dote di non lasciarsi confondere o distrarsi da altre piste. L'inserimento del cane da traccia indica una corretta e seria attività venatoria, in quanto permette il recupero di animali feriti.

## Storia
I cani da traccia sono i discendenti dei cani da seguita che venivano usati nel Medioevo, quando l'attività venatoria avveniva a cavallo con l'impiego di archi e frecce e la preda non moriva sul colpo ma i cani reindirizzavano l'animale verso il cacciatore. L'utilizzo dei cani da traccia veri e propri avvenne con l'introduzione delle armi da fuoco. Le modalità di caccia della grossa selvaggina cambiarono e occorreva che l'animale ferito venisse rintracciato: così che dal limiere venne sviluppato il cane da traccia. Nei paesi dell'Europa centrale è stata presente una forte etica venatoria e quindi l'uso di questi cani è stato privilegiato.

## Le razze
Le razze indicate a svolgere il lavoro di cane da traccia riconosciute dall'ENCI sono:
- il segugio d'Hannover (Hannoverscher Schweisshund)[3]
- il segugio Bavarese (Bayerischer Gebirgsschweisshund)[5]
- Alpenläendische Dachsbracke[6]
- Bassotto tedesco

Un cane può diventare un cane da traccia se appartiene ad una razza approvata dall'ENCI. I cani hanno nomi tedeschi, poiché nati in Germania, uno degli stati più impegnati e interessati al loro addestramento e allevamento, nonché luogo di un'attività venatoria rispettosa per l'ambiente e per gli animali. Le caratteristiche principali di queste razze sono la concentrazione sul lavoro, il rapporto con il conduttore, il coraggio, il temperamento e una forte capacità olfattiva che permette di seguire tracce ematiche ed organiche.

## Il lavoro del cane da traccia
Il cane da traccia può essere del cacciatore, oppure questi, dopo aver colpito la preda senza provocarne la morte, può chiamare il conduttore di un cane da traccia. In entrambi i casi il cane da traccia svolge il medesimo lavoro: segue i comandi del conduttore e legato ad esso con la lunga segue le tracce. Questo perché è dotato di olfatto finissimo e  segue con precisione ed in silenzio la traccia del capo ferito, tralasciando tutte le altre fino ad arrivare all'animale. A questo punto chiama il conduttore, rimanendo fermo ed abbaiando, oppure torna indietro a cercare il proprio padrone.

## I richiami del cane da traccia
I cani da traccia, in base all'addestramento ricevuto, quando trovano l'animale possono richiedere l'attenzione del conduttore in due modi: rimanendo fermi e abbaiando (fase di totwerbeller), oppure ritornando dove il padrone li aspetta (fase di toterwaiser). 
L'addestramento è diverso per i due modi: 
- Nel primo caso bisogna cominciare fin dai primi 5/6 mesi di vita del cane ed educarlo ad abbaiare prima di ogni pasto, così, quando arriva alla fine della pista abbaierà. Questo perché riesce ad associare l'abbaiare alla ricompensa (il cibo) che riceve a ogni fine pista.

- Per quanto riguarda il toterwaiser, durante la seguita delle tracce il conduttore scioglie il cane e pronuncia il comando "trova", dopodiché si nasconde e osserva il comportamento del cane. Il cane non deve assolutamente mangiare l'animale. Se così fosse il conduttore deve dire "no" e portarlo via. Se invece l'annusa ma non torna va richiamato. Quando il cane è tornato il conduttore si fa portare verso la preda e una volta arrivati premia il cane[7].

## L'addestramento del cane da traccia

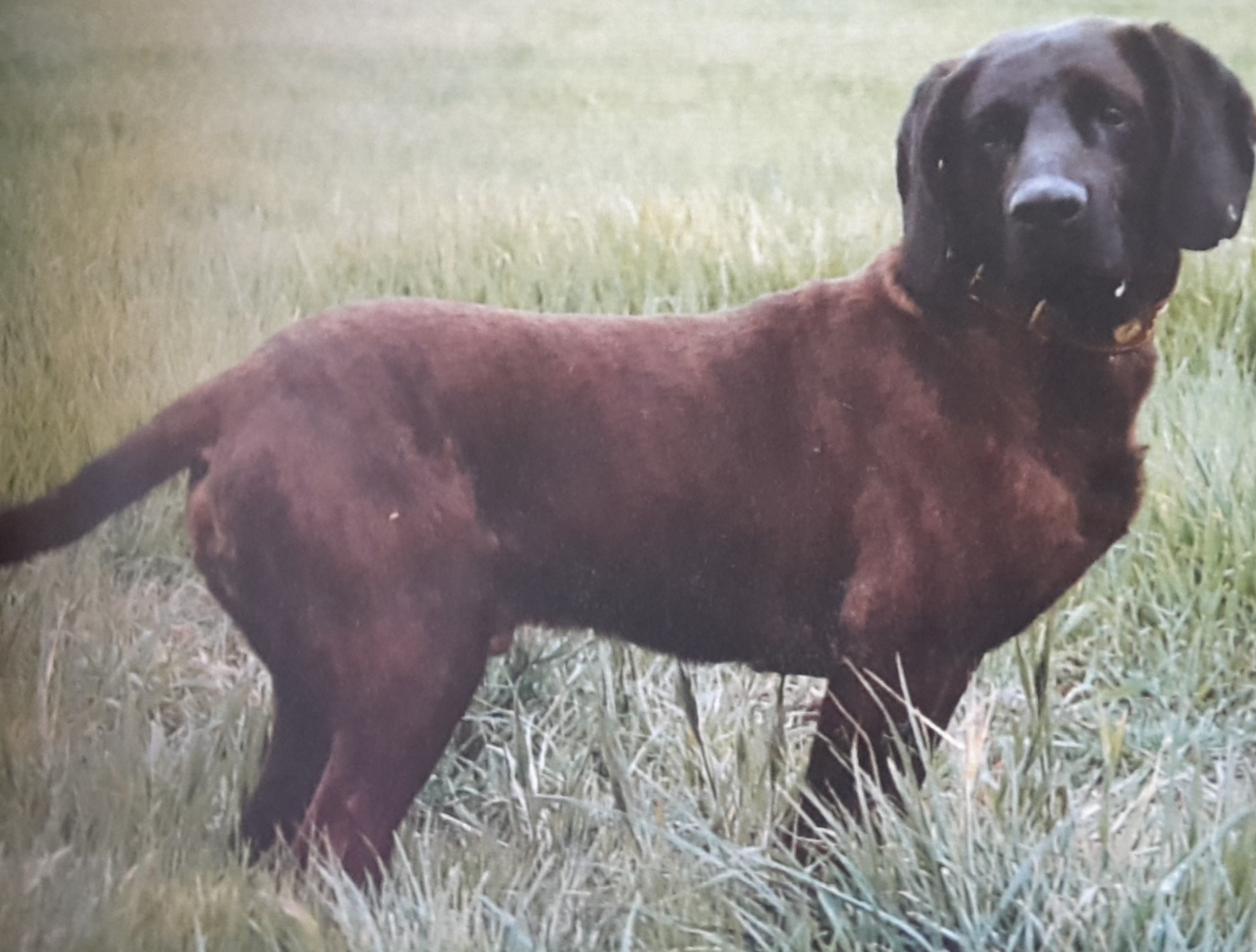
Cane da traccia al lavoro.

### Prima fase
La prima fase è la base da cui si parte per l'addestramento e l'educazione del cane. Questa fase trasforma il cane in un ausiliare con tante possibilità di apprendimento, cioè in un compagno di lavoro. Per addestrare un cane da traccia cucciolo, si parte dai comandi base come "seduto", "terra", "piede", che è abitudine insegnare a tutti i tipi di cane. Il cane viene inoltre educato a camminare al guinzaglio e il conduttore deve osservare come si comporta nei momenti di uscita. È importante sottoporlo anche alla prova dello sparo per vedere quale sia la sua reazione. Questo permette di capire il carattere del cucciolo che, per essere un buon cane da traccia, deve essere pacato e riflessivo.
Quando il cane ha imparato ad eseguire in maniera perfetta i comandi, il conduttore ha ottenuto un aspetto focale, il rapporto di obbedienza tra uomo e cane. Arrivati a questo punto è possibile iniziare la seconda fase di addestramento.

### Seconda fase
La seconda fase è un processo più complesso che riguarda il comportamento futuro del cane adulto comprende anche la sicurezza durante le battute di caccia. Il comando "dietro" è molto importante dato il luogo di caccia, caratterizzato da piccoli sentieri, precipizi e altri pericoli imprevisti. Durante le prime fasi dell'addestramento del cane al comando "dietro", il conduttore comincia sempre con il cane al guinzaglio in modo da permettere di fermare il cane e quindi di ripetere l'esercizio in caso di errori. Come in tutte le altre fasi è molto importante non avere fretta: il cane ha bisogno di imparare con i suoi tempi e passare frettolosamente ai passi successivi comprometterebbe il lavoro fatto precedentemente. Dopo le dovute prove, se il cane risponde ai comandi costantemente, può essere tenuto sciolto e il conduttore può procedere con l'addestramento successivo.
La seconda fase è composta anche dall'addestramento su tracce artificiali. Il conduttore inizia questa seconda fase quando il cucciolo ha 7/8 mesi di età. L'addestramento su tracce in questo momento consiste nel far approcciare il cane al lavoro. Il cacciatore, o il conduttore per l'addestramento, deve creare una pista costituita da tracce artificiali di sangue fresco selvatico posizionate sul terreno in un luogo isolato, privo di distrazioni che potrebbero confondere il cane. La pista non deve essere particolarmente lunga: basta qualche decina di metri e che segua una linea retta. Alla fine della pista deve essere collocata della pelle di selvatico secca o congelata, ossa o uno zoccolo (possibilmente usati una sola volta nell'addestramento perché potrebbero limitare l'entusiasmo del cane e la gratificazione). È importante che la traccia alla fine della pista non abbia odore forte.
Per una corretta riproduzione di una traccia artificiale è necessario l'utilizzo di una spugnetta oppure di uno zoccolo di un animale selvatico fissati ad un bastone. Il cane viene portato sulla pista dopo 2-3 ore dalla costruzione del percorso: il conduttore a questo punto impone il comando "siedi", "resta" e posiziona il proprio zaino vicino al cane. Cambia poi il guinzaglio con quello apposito per il recupero, chiamato "lunga", facendolo passare sotto la pancia del cane. Ciò permette al cane di tenere la testa bassa per il corretto uso del fiuto e per non essere intralciato dalla macchia. 
Il conduttore riprende lo zaino, dà il comando "vieni" e inizia la ricerca con la  pronuncia del comando "cerca, cerca" dopo essersi posizionato vicino alla traccia artificiale. 
I cani di razza Hannoverischer Schweisshund, Bayerischer Gebirgsschweisshund e Alpenläendische Dachsbracke sono predisposti a questo tipo di attività. Se la pista è stata costruita in modo corretto il cane riesce ad arrivare alla fine. Durante la ricerca il padrone continua a dire "cerca, cerca" per mantenere attiva la concentrazione del cucciolo. 
Arrivato alla fine della pista il cane annusa ciò che ha trovato. Questo aspetto è necessario perché il cane deve prendere dimestichezza con il possibile ungulato. È possibile che lo strattoni e lo mordicchi ma è di assoluta importanza che non lo mangi; infine viene premiato con bocconcini. 

Per quanto riguarda la pista con il tempo, l'esercizio consiste nell'aumentare gradualmente la lunghezza e la difficoltà.

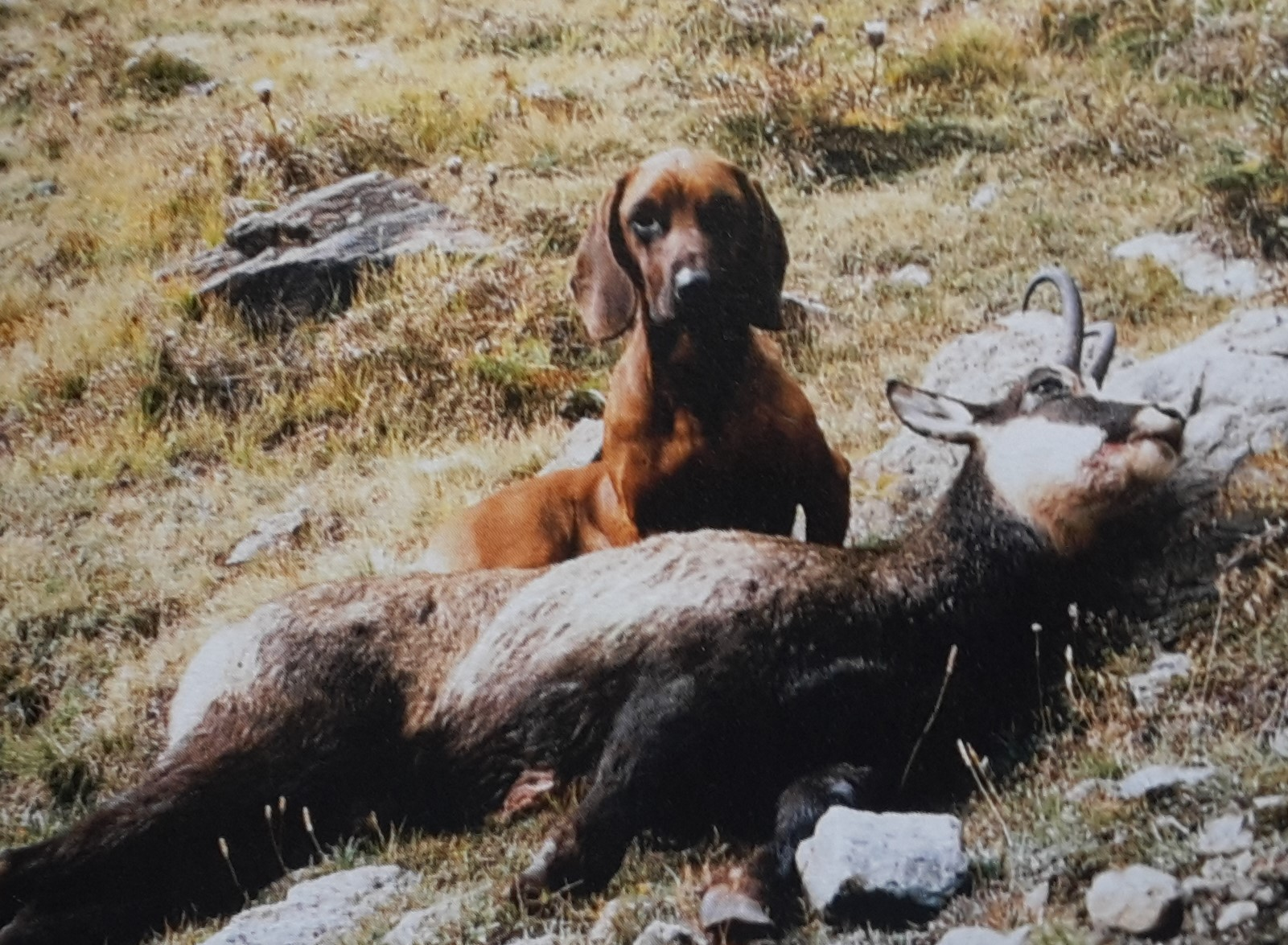
Cane di Hannover

Per ottenere buoni risultati, ogni volta che il conduttore o il cacciatore ha la possibilità di far partecipare il cane alle battute di caccia, deve portarlo con sé. Questo è un buon metodo per far avvicinare il cane a ciò che deve fare successivamente e rendere quotidiano ciò che all'inizio può incutere timore (come il passaggio di un grosso selvatico o essere a contatto con un animale oramai morto). I cani da traccia non devono avere paura del rumore dello sparo: questo aspetto deve essere già verificato nella prima fase dell'addestramento. 
Nella seconda fase il conduttore verifica ciò che è stato notato nella prima fase e, se il cane è tranquillo, può proseguire, mentre se al cane lo sparo provoca paura o non è certa la sua reazione ci sono vari modi di proseguire, in base a quanto il cane viene turbato. Uno dei metodi consiste nel legare il cane al guinzaglio per impedire che fugga e far eseguire il comando "siedi", "resta". Per ricevere fiducia e sicurezza è possibile tenere vicino a lui lo zaino o una persona di cui il cane ha fiducia. Durante le battute di caccia per un cane da traccia uno dei comandi più importanti è il "seduto, terra" che è caratterizzato dalla durata dell'ordine, in quanto il cane deve stare per molto tempo fermo aspettando insieme al cacciatore la preda. L'allenamento a questo tipo di comando deve avvenire per un'ora una volta a settimana e il padrone prima di allontanarsi deve dire al cane "resta".
Il passo successivo consiste nella  difesa del selvatico da parte del cane. Spesso attraverso l'educazione si possono far difendere altre cose come per esempio lo zaino: questo addestramento particolare si usa nella fase di recupero, sia quando il cane aspetta il padrone che arriva in breve tempo, sia quando il padrone deve andare a chiamare rinforzi per il recupero del selvatico (in questo caso la guardia ha una durata maggiore). Per questa fase di addestramento è necessario farsi aiutare da un conoscente che non sia riconoscibile al cane. Prima dell'intervento della persona bisogna legare il cane al guinzaglio corto ma consentendogli di vedere attorno, posizionando vicino al cane il capo selvatico e attivare i comandi di "seduto", "terra", "resta". In seguito, il cacciatore si allontana mentre l'altra persona si avvicina e cerca di prendere il capo. Se il cane reagisce positivamente l'aiutante deve smettere, altrimenti deve continuare. Se il cane è determinato prima o poi si oppone cercando di mettere paura a colui che ha davanti. Il cacciatore o il conduttore deve stare attento a non addestrare in cattivo modo il cane poiché potrebbe diventare aggressivo.

### Terza fase
La terza fase riguarda l'addestramento del cane adulto all'età di un anno, il quale deve aver compreso le prime due fasi in modo corretto per poter entrare sul campo vero e proprio. In realtà è necessaria molta pazienza poiché la tempistica per ottenere un buon rendimento è lunga e comprende molto allenamento. Con il tempo il conduttore deve aumentare la difficoltà delle piste e aumentare i tempi tra la tracciatura e l'inizio dell'allenamento, portando il cane in zone meno tranquille, su territori misti e in zone dove è presente selvaggina viva, oppure utilizzando l'incrocio di una traccia artificiale con una fresca di un altro animale. Molto importante è anche l'allenamento con climi e condizioni meteo differenti e con una tracciatura non sempre omogenea, come in possibili condizioni di caccia reali. L'addestramento del cane deve essere costante ma, per avere una buona produttività, non è consigliato fare più di una traccia a settimana. Inoltre il conduttore deve essere paziente e rimanere sempre tranquillo per non scoraggiare il cane. Se il cane perde la concentrazione e non segue la traccia, il conduttore deve fermarlo con il comando "no", "seduto" e riportarlo sull'ultima traccia riconosciuta. Molti cani quando perdono la pista si fermano da soli aspettando che il conduttore li riporti al punto precedente. Quando il cane raggiunge la perfetta conoscenza di tutte le fasi si può passare alla traccia naturale. Prima dell'inizio del recupero devono passare due-tre ore dal momento della fuga del selvatico; il cane risponderà con molta concentrazione sulla pista con la possibilità di trovare l'animale ferito.

## L'attrezzatura del conduttore e del cane da traccia
Per l'addestramento sono necessari: 
- la "lunga"
- il collare da traccia caratterizzato dal colore fluorescente e dalla girella che impedisce che il guinzaglio si intrecci
- il guinzaglio corto, lungo circa 3-4 metri

Per le tracce invece è necessario il bastone di tracciatura che può essere costituito da una spugnetta oppure da uno zoccolo di un animale selvatico fissati ad un bastone che può essere sostituito da un contenitore a spruzzo. Per l'attività di recupero, infine, sono necessari gli elementi detti in precedenza, con l'aggiunta del nastro di carta biodegradabile per segnare la traccia e un coltello da caccia a lama fissa di 25-30 centimetri.
In entrambi i casi il cacciatore o il recuperatore deve avere sempre con sé uno zaino impermeabile che contiene, oltre agli oggetti indicati prima, una mantellina nel caso in cui occorra tranquillizzare il cane, acqua sia per il cacciatore che per il cane, e un vasetto per raccogliere il sangue del selvatico; una caratteristica importante è la grandezza dello zaino, che deve contenere almeno un capriolo.